# Citizen Dog
Pour plus de détails, voir Fiche technique et Distribution.
Citizen Dog (หมานคร, Mah nakorn) est une comédie thaïlandaise réalisée par Wisit Sasanatieng en 2004. C'est le second film de son auteur, après Les Larmes du tigre noir (2000). L'histoire est tirée d'un roman de son épouse, Koynuch (Siriphan Techajindawong). 

## Synopsis[3]
Pott quitte sa campagne natale pour tenter sa chance à Bangkok. Il est engagé dans une usine de conditionnement de sardines. Un jour, la cadence s'accélère et il se coupe accidentellement l'index. Cet incident va déclencher un certain nombre de rencontres : tout d'abord celle de Yhott qui travaille à l'usine et devient son meilleur ami. Tous deux démissionnent et Pott est embauché comme agent de sécurité dans une entreprise où il croise Jinn, une jeune femme de ménage qui lit sans arrêt un livre qu'elle ne comprend pas. Il en tombe amoureux, mais la conquérir va s'avérer difficile. Interviennent également une descendante des Ming, une petite fille championne de jeux vidéo, un motard mort-vivant (qui ne porte jamais de casque), un ours en peluche gros fumeur, etc.

## Fiche technique[5]
- Titre international : Citizen Dog
- Titre original : หมานคร / Mah nakorn
- Réalisation : Wisit Sasanatieng (thaï วิศิษฏ์ ศาสนเที่ยง)
- Scénario : Wisit Sasanatieng, d'après le roman de son épouse Koynuch[6] (Siriphan Techajindawong)
- Image : Rewat Prelert
- Musique : Amornpong Maetakunvudh
- Société de distribution : EuropaCorp Distribution (France), Five Star (Thaïlande)
- DVD : Fox Pathé Europa (éditions)[7]
- Genre : Comédie romantique et fantastique
- Durée : 100 minutes
- Pays :  Thaïlande
- Date de sortie : Thaïlande : 12 décembre 2004,  France : 23 août 2006[8]

Licencié en France

## Distribution[9]
- Mahasamut Boonyaruk : Pott, l'amoureux de Jinn
- Saengthong Gate-Uthong : Jinn, la jolie femme de ménage
- Raenkum Saninn (เรือนคำ แสงอินทร์) : Grand-mère de Pott
- Sawatwong Palakawong Na Autthaya  : Yhott, le meilleur ami de Pott
- Phasin Maloyaphan : Muay, amie de Yhott
- Pattareeya Sanitwate : Baby Mam (Nawng Ma'am), la fille qui semble avoir 8 ans mais qui affirme en avoir 22, championne de jeux vidéo[10]
- Nattha Wattanapaiboon (ณัฎฐา วัฒนะไพบูลย์) : Kong, le motard mort-vivant
- Pakapat Bunsomtom : Tik, qui souffre de trous de mémoire et lèche tout ce qui passe
- Chuck Stephens : Peter, le hippie / Andre
- Gérard Fouquet[11] : Professeur étranger
- Pen-ek Ratanaruang : le narrateur

## Récompenses
- Lotus Air France (Prix de la critique internationale) lors du Festival du film asiatique de Deauville 2006[12].

## Analyse
Citizen Dog est un vrai compte-rendu géographique de la ville de Bangkok : ce film nous montre des rues du centre-ville, Silom et Sathon d'une manière fantastique et proprette avec un ciel radieux et dégagé, un Bangkok aux scènes filmées à l'aube avant que les rues ne débordent de trafic automobiles et de bruits.

## Accueil
Ce film est particulièrement apprécié par les critiques de cinéma qui le qualifient souvent d"Amélie Poulain thaïlandais" mais n'a pas eu de succès lors de sa diffusion dans les salles de cinéma en Thaïlande (à noter qu'à l'époque il y a peu de salles de cinéma). Wisit Sasanatieng observe que ces concitoyens préfèrent bien souvent voir les films à la TV ou en DVD pirate plutôt que dans les salles de cinéma (Ainsi, son film The Unseeable n'a pas de succès lors de sa diffusion au cinéma mais, en revanche, devient célèbre après sa diffusion à la télévision).